# Florian Mohr (Fußballspieler)
Florian Mohr (* 25. August 1984 in Hamburg) ist ein ehemaliger deutscher Fußballspieler.

## Karriere
Der Abwehrspieler stammt aus Hamburg, wo er in der Jugend für den SC Eilbek Hamburg und von 1994 bis 2004 für Concordia Hamburg spielte, zuletzt in der Fußball-Oberliga Nord. 2003 wurde er zu Hamburgs  Amateur-Fußballer des Jahres gewählt. 2004 wechselte Mohr zu Werder Bremen, wo er zeitweise dem Profikader angehörte. Bis zu seinem Wechsel im Sommer 2008 zum damaligen Drittligisten SC Paderborn 07 wurde er aber ausschließlich in der Bremer U-23-Nachwuchsmannschaft eingesetzt.
Beim Drittligisten war er von Anfang an Stammspieler in der Innenverteidigung und absolvierte bis auf zwei Auswechslungen alle Saisonspiele über 90 Minuten. Die Paderborner stiegen 2009 in die 2. Bundesliga auf und auch dort behauptete Mohr seinen Stammplatz in den kommenden beiden Jahren.
Bereits in der Winterpause der Saison 2011/12 unterschrieb Mohr einen Vertrag bis 2014 beim Ligarivalen FC St. Pauli und wechselte zur Saison 2012/13 zurück in seine Heimatstadt Hamburg.
Zur Saison 2014/15 wechselte Mohr dann zur SpVgg Greuther Fürth, bei der er einen Zweijahresvertrag unterschrieb.
Nachdem er in Fürth ohne Einsatz blieb und ein Wechsel zum FC Erzgebirge Aue platzte, beendete er 2015 seine Karriere. 

## Erfolge
- Aufstieg in die 2. Bundesliga 2009 mit dem SC Paderborn